# Premios Malofiej
Los Premios Malofiej son un galardón internacional organizado por la sección española del Society for News Design (SND-E) que premia los mejores diseños de infografía. Los Premios Malofiej han sido considerados como de los más prestigiosos en este campo del diseño gráfico.
El nombre, en homenaje al cartógrafo argentino Alejandro Malofiej, le fue dado por los docentes Antonio Giner y Miguel Urabayen, fundadores del galardón en 1993.
La entrega de premios tiene lugar en la Facultad de Comunicación de la Universidad de Navarra, y el programa incluye ponencias y otras actividades. Paralelamente se entregan los Premios ÑH, que reconoce a diseñadores del entorno iberoamericano, España y Portugal incluidos. La identidad visual de los Malofiej fue diseñada por el estudio de Javier Errea, actual responsable de la organización de los premios, y representa una pajarita y la letra M al mismo tiempo.
Con motivo del vigésimo quinto aniversario de los premios, en 2017 la Society for News Design (SND-E) publicó el libro Pasado, presente y futuro: 25 años de infografía periodística. ¿Qué viene ahora?